# ザック・オサリバン
ザック・オサリバン（Zak O'Sullivan, 2005年2月6日 - ）は、アイルランド系イギリス人のレーシングドライバー。

## 経歴

### カート
8歳でモータースポーツの世界へ入る。2014年よりカートを始め自身のキャリアがスタート、「イギリス・スーパー1・ルーキー・チャンピオンシップ」で優勝を果たした。2015年は、国内の「スーパー1・チャンピオンシップ（英語版）」へ参戦した後「MSA・カートマスターズ・ブリティッシュ・グランプリ」で優勝する。2017年には、リッキー・フリン・モータースポーツから「CIK-FIA カート・ヨーロピアン・チャンピオンシップ（英語版）」へ参戦し総合12位に入る。これが自身初の国外カートレースとなった。オーサリバンは翌年もチームに残り、「ドイツ・カート・チャンピオンシップ（英語版）」のジュニアクラスでランキング2位の好成績を挙げた。その他「世界カート選手権」でも出走しランキング28位で終える。

### ジネッタ・ジュニア・チャンピオンシップ
2019年、ダグラス・モータースポーツから「ジネッタ・ジュニア・チャンピオンシップ（英語版）」へ参戦しカーレースデビューを果たす。序盤10レースで5度の表彰台を獲得したが、R・レーシングへ移籍すると更に成績が向上する。スネッタートンで2勝、スラクストンで1勝を含む9レース連続で表彰台へ登壇した。この好成績が追い風となり総合2位まで順位を押し上げ、ルーキーとしては最高位でシーズンを終えた。

### F4・イギリス選手権
2020年より「F4・イギリス選手権（英語版）」へステップアップする。クリスチャン・マンセル（英語版）とマティアス・ザガゼタ（英語版）がチームメイトとなる。開幕戦（ドニントン）レース2で初優勝、続くブランズ・ハッチもレース1・3で勝利を挙げるなど好調な出だしを決めた。しかし第3戦（オウルトン・パーク）で3レース全勝、第4戦（ノックヒル）で2勝したルーク・ブラウニング（英語版）に追い上げられランキング首位を明け渡した。その後オーサリバンは第6戦（シルバーストン）レース1から4勝を含む9レース連続表彰台を獲得するなど追い込みを見せる。シーズン最終戦（ブランズ・ハッチ）レース3を優勝で締めくくったが、赤旗の影響でハーフポイントとなったため首位のブラウニングへ4ポイント届かずタイトル獲得はならなかった（総合2位・408ポイント）。

### GB3・チャンピオンシップ

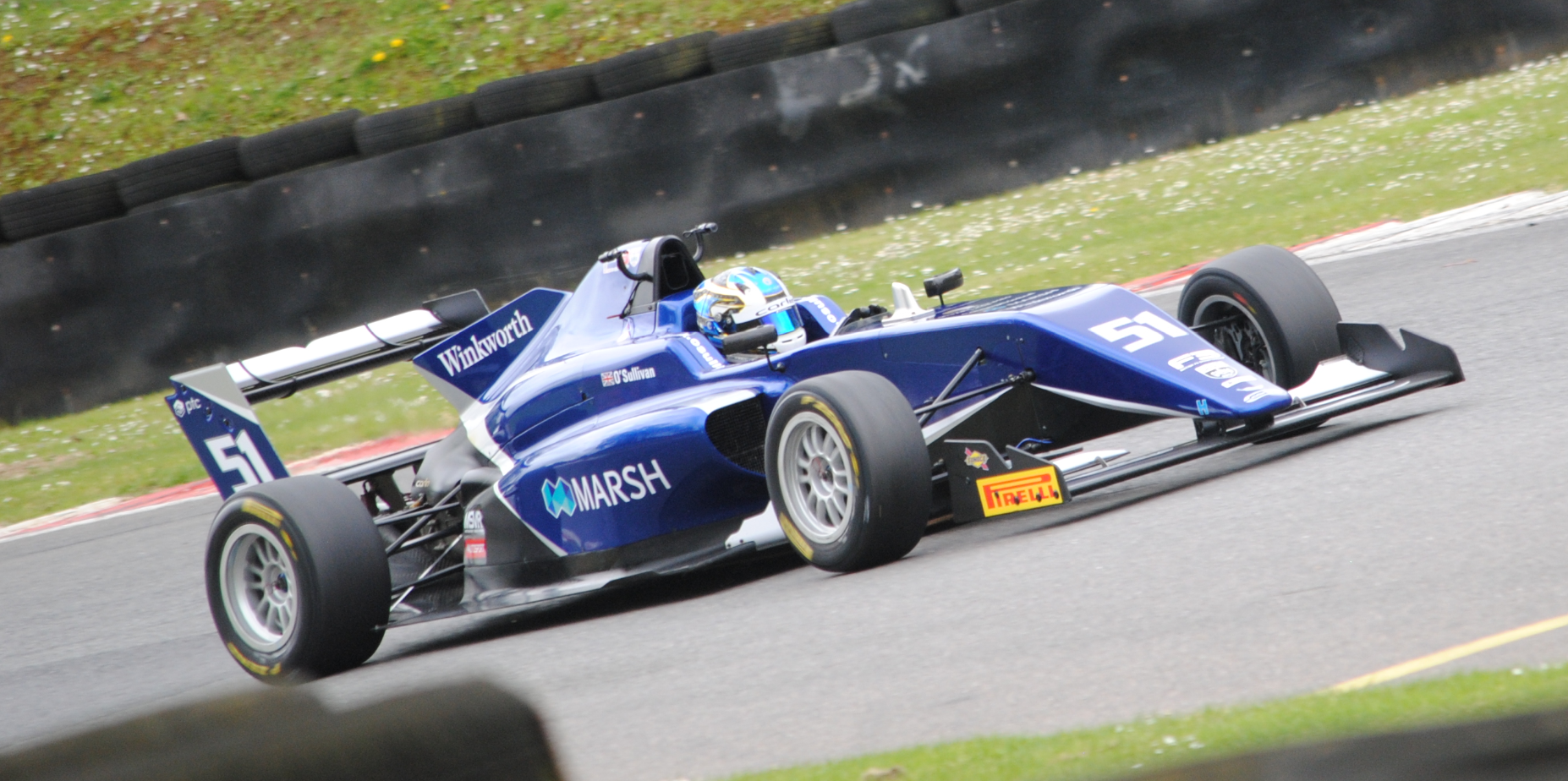
GB3・チャンピオンシップ（英語版）へ参戦するオサリバン。ブランズ・ハッチにて。(2021年)

2021年、オサリバンは「イギリス・F4」に引き続きカーリン（英語版）から「GB3・チャンピオンシップ（英語版）」へ参戦する。チームメイトはクリスチャン・マンセルとアメリカ人ドライバーのブライス・アーロン（英語版）。開幕戦（ブランズ・ハッチ）レース2でシリーズ初勝利を挙げ、いきなり選手権首位のリードを奪う。第2戦（シルバーストン）で牛島リース（英語版）が2連勝し首位に迫られるが、第3戦（ドニントン・パーク）レース1・2で自身が連勝したため引き離しに成功する。第4戦（スパ・フランコルシャン）、第5戦（スネッタートン）でそれぞれ2度の2位表彰台を獲得しアドバンテージを更に拡大させる。そして最終戦（ドニントン・パーク）レース1で優勝したことにより、オサリバンのタイトル獲得が確定した。
この活躍が評価され、2021年度のオートスポーツ・BRDC・アワード（英語版）のノミネートされる。2022年2月、ジョニー・エドガー（英語版）、ルイス・フォスター（英語版）、オリバー・ベアマン（英語版）と数ある候補者を抑えオーサリバンの受賞が決まる。更に2021年12月、BRDC（英語版）は「GB3」のタイトルを獲得したオサリバンへジム・クラーク・トロフィーを授与した。

### FIA フォーミュラ3選手権

#### 2022年

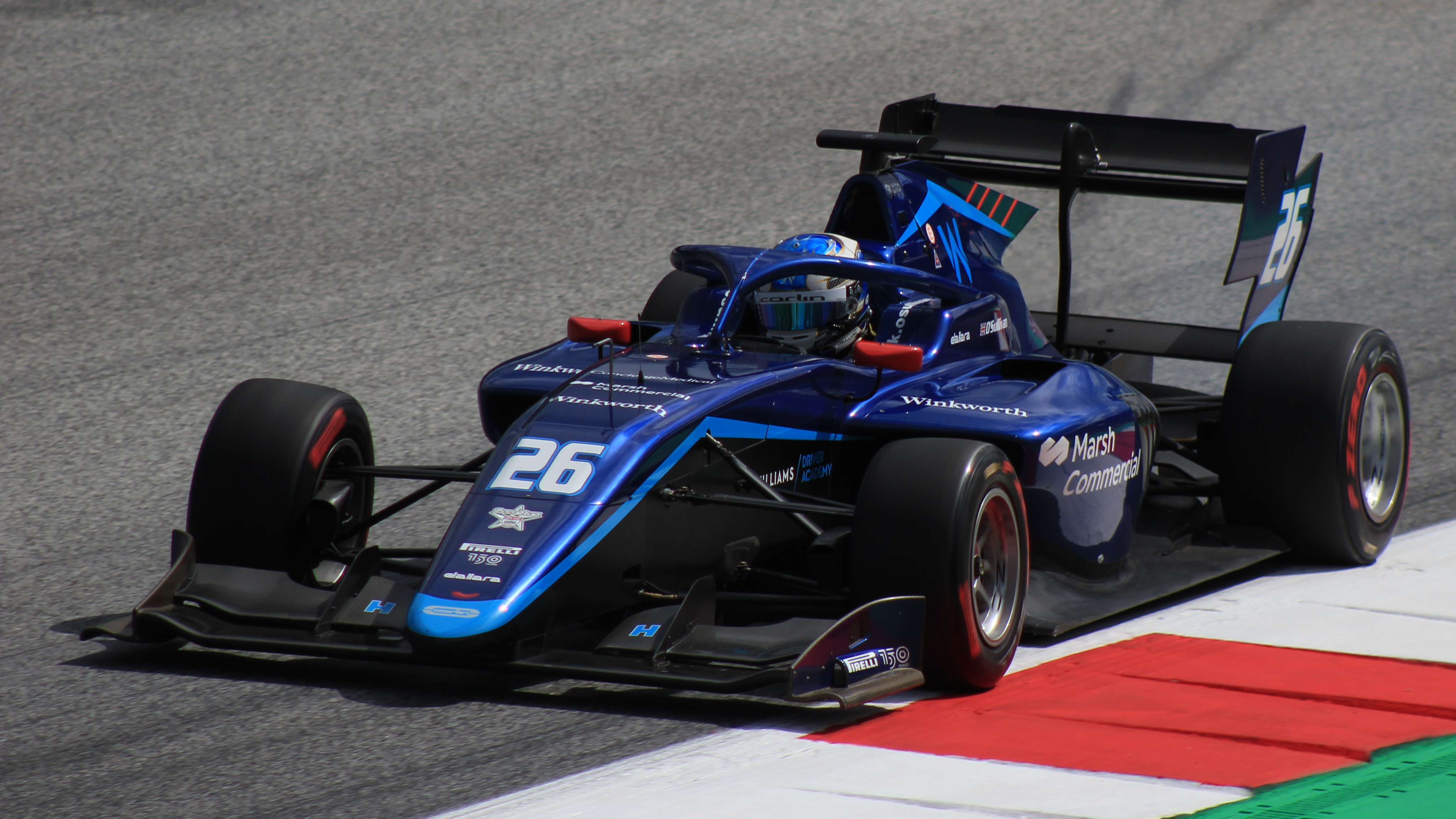
ダラーラ・F3 2019（英語版）をドライブするオサリバン。レッドブル・リンクにて。(2022年)

2022年、カーリンとの関係を継続し「FIA フォーミュラ3選手権（英語版）」へエントリーする。開幕戦（バーレーン）予選12番手タイムをマークしスプリントレースのリバースポールを得る。第2戦（イモラ）は予選8番手につける。しかし他車を妨害したためペナルティを受けた。スプリントレースは、コントロールを失い9周目にクラッシュする不本意な形でレースを終える。フィーチャーレースではトラブルに巻き込まれることなく無事6位入賞でチェッカーを受けた。続く第3戦（カタロニア）はノーポイントに終わるが、第4戦（シルバーストン）予選でトップタイムをマークしてポールポジションを得た。フィーチャーレースではアーサー・ルクレールにリードを奪われたものの、後ろに迫るベアマンを抑え込み「FIA F3」自身初の2位表彰台を獲得した。
第6戦（ハンガロリンク）・フィーチャーレースは雨が降る展開となる。終盤路面が乾きつつある状態でドライタイヤに履き替えたオサリバンは、次々とオーバーテイクを仕掛け表彰台まであと一歩の4位まで順位を上げチェッカーを受けた。第7戦（スパ・フランコルシャン）スプリントレースはリバースポールからスタートしたが、1周目のファン・マヌエル・コレアとのバトルでフロントウイングを損傷し下位へ沈む結果となる。第8戦（ザントフォールト）は予選10番手、スプリントレースの3番グリッドからスタートする。3位でフィニッシュし自身2度目の表彰台を獲得、これがシーズン最後のポイント獲得となった。フィーチャーレースではレースの大半を10位で走行していたが、終盤でベアマンに抜かれその時の接触でペナルティを受け最後尾まで後退してしまう。最終戦（モンツァ）はノーポイントに終わり、総合11位・54ポイントを獲得し初年度を終えた。所属チームであるカーリンはチームズ7位で終え、これは「FIA F3」発足以降チームの最高順位となった。F3表彰式にてハンガロリンクでの追い上げが評価され、カムバック・オブ・ザ・イヤーを受賞した。

#### 2023年

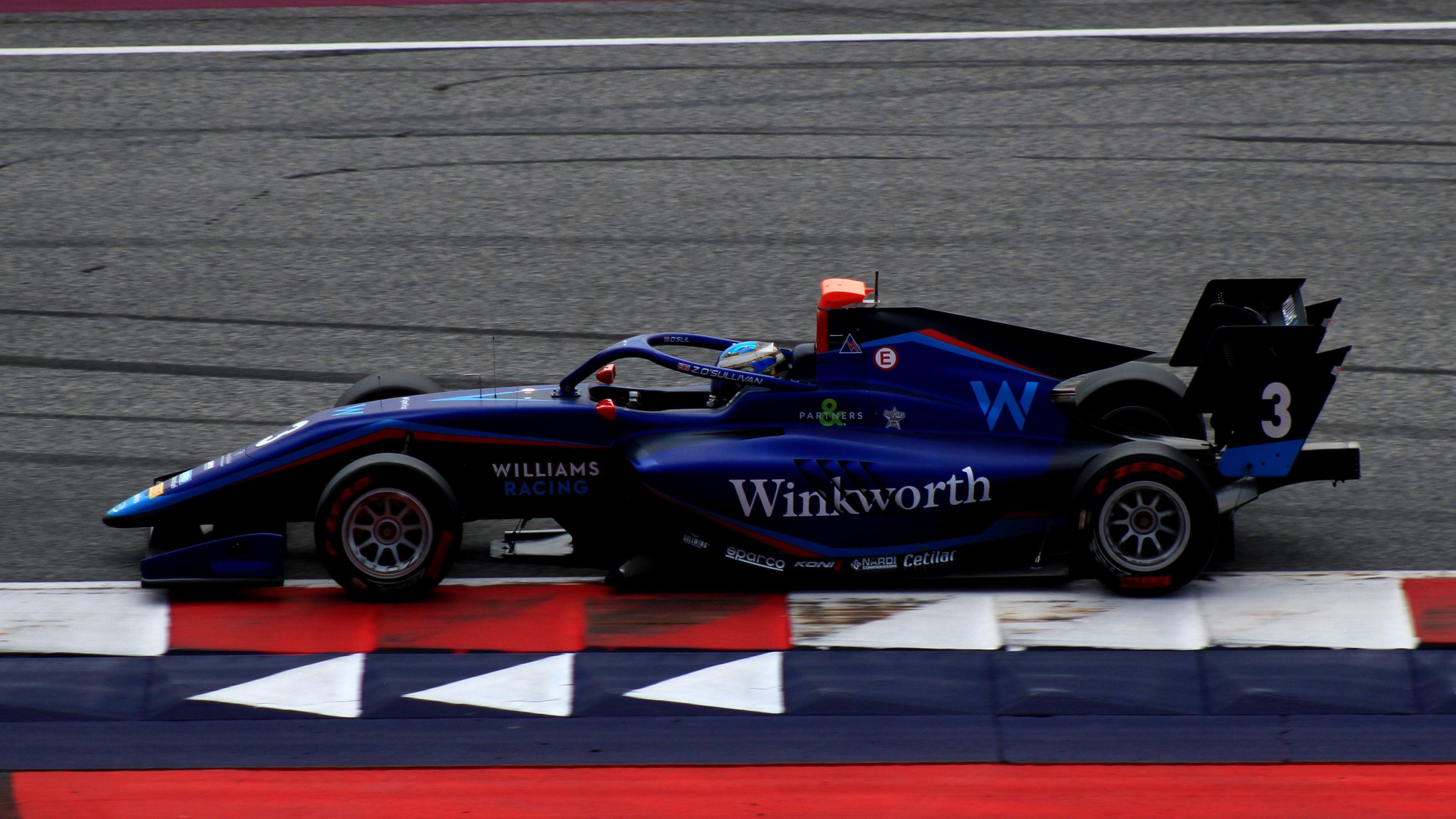
レッドブル・リンクで走行するオサリバン。(2023年)

2022年のシーズン終了後、ヘレス・サーキットで行われた3日間のポストシーズンテストへプレマ・レーシングから参加した。11月、プレマからオーサリバンを正式に2023年度のレースドライバーとして起用することが発表となる。開幕戦（バーレーン）はノーポイントに終わり不本意な出だしとなった。第2戦（アルバート・パーク）予選は5番グリッドに着け、スプリントレースでは順位を上げ2位でチェッカーを受けた。しかし首位のフランコ・コラピント（英語版）が技術規定違反により失格となったため、オサリバンのシリーズ初優勝が確定した。フィーチャーレースは順位キープの展開となり5位入賞で終える。第4戦（モンテカルロ）は予選13番手と沈みポイント獲得が難しい状態となる。しかしフィーチャーレースでは前方のアクシデントにも助けられ7位まで順位を上げた。
第5戦（カタロニア）ではリバースポールからスプリントレースがスタートする。同じくウィリアムズ・アカデミーのメンバーであるルーク・ブラウニングとの首位争いを制し2勝目を挙げた。フィーチャーレースは8位入賞となり、ポイントを加算していく。第6戦（レッドブル・リンク）のスプリントレースは予選でペナルティを受け10番グリッドからスタートする。レースは徐々に順位を上げ4位まで挽回した。フィーチャーレースはトップへ躍り出ることに成功し、フィーチャーレースでの初勝利を果たす。地元凱旋となった第7戦（シルバーストン）はスプリント・フィーチャー共にノーポイントに終わり不本意なレースとなってしまう。第8戦（ハンガロリンク）予選はシーズン初ポールを獲得する。スプリントレースは他車との接触によりピットインを余儀なくされる。フロントウィングを交換してコースへ復帰するも下位へ沈み22位でチェッカーを受ける。フィーチャーレースはポールスタートからポジションを守り切り4勝目を挙げた。この勝利でドライバーズランクも2位へ浮上する。
第9戦（スパ・フランコルシャン）は予選を6番手で通過するが、決勝レースは不運に見舞われる。まずスプリントレースでは4位でフィニッシュしたものの、オーバーテイクの際にコース外へはみ出して相手をパスしたことが審議され、5秒加算ペナルティを科される。その結果、4位から15位へ順位が繰り下がりノーポイントとなってしまう。続いてフィーチャーレースでは路面の判断が難しい状況でドライタイヤをチョイスするが、この選択が誤りとなりペースが上がらず12位でレースを終える。今回の結果によりタイトル獲得の可能性が消滅した。
最終戦（モンツァ）の予選は6番手タイムをマークする。スプリントレースはグレゴワール・ソーシー（英語版）との接触により10秒ペナルティが加算され11位ノーポイントで終える。フィーチャーレースは2位まで順位を上げシーズンを締めくくった。優勝4回・ポールポジション1回・ファステストラップ2回・119ポイントを獲得しドライバーズランク2位の結果となった。

### FIA フォーミュラ2選手権
2023年10月、オサリバンは2024年の「FIA フォーミュラ2選手権（英語版）」へARTグランプリから参戦することを発表した。

### フォーミュラ1
2022年2月、ウィリアムズ・ドライバー・アカデミーへの加入が発表される。10月下旬、昨年にオートスポーツ・BRDC・アワードを受賞した特典としてシルバーストン・サーキットにてアストンマーティン・AMR21をドライブ。F1マシンを初めて運転した。
2023年は自身初のF1公式セッションへ参加した。最終戦アブダビGP（英語版）のフリー走行1回目へウィリアムズから出走する。FW45をドライブして最速タイムから1.3秒差の18番手タイムをマークした。シーズン終了後の若手ドライバーテストでは再びFW45へ乗り込み50周走行した。

### スーパーフォーミュラ
2024年12月に2025年の「全日本スーパーフォーミュラ選手権」のルーキーテストにKONDO Racingから参加。テスト後、TOYOTA GAZOO Racingのプレスリリースで同チームから参戦を発表。

### SUPER GT
スーパーフォーミュラ開幕後の2025年3月に、「CARGUY MKS RACING」から小林利徠斗とのコンビでフェラーリ・296 GT3でSUPER GT・GT300クラスに参戦を発表。

## 私生活
オサリバンはイングランド・チェルトナムで生まれ育つ。目標の人物は7度のF1ドライバーズチャンピオンであるミハエル・シューマッハ。
従兄弟のジョーダン・"トビー"・スミスも8度のカートチャンピオンで、現在はFIAとテストドライバー契約を結んでいる。

## レース戦績

### 略歴
| 年   | シリーズ                                         | チーム                     | レース           | 勝利             | PP               | FL               | 表彰台           | ポイント         | 順位             |
| ---- | ------------------------------------------------ | -------------------------- | ---------------- | ---------------- | ---------------- | ---------------- | ---------------- | ---------------- | ---------------- |
| 2019 | ジネッタ・ジュニア・チャンピオンシップ（英語版） | ダグラス・モータースポーツ | 10               | 0                | 1                | 1                | 5                | 591              | 2位              |
| 2019 | ジネッタ・ジュニア・チャンピオンシップ（英語版） | R・レーシング              | 16               | 3                | 3                | 3                | 9                | 591              | 2位              |
| 2020 | F4・イギリス選手権（英語版）                     | カーリン                   | 26               | 9                | 3                | 4                | 18               | 408.5            | 2位              |
| 2021 | GB3・チャンピオンシップ（英語版）                | カーリン                   | 24               | 7                | 5                | 8                | 14               | 535              | 1位              |
| 2022 | FIA フォーミュラ3選手権（英語版）                | カーリン                   | 18               | 0                | 1                | 1                | 2                | 54               | 11位             |
| 2023 | FIA フォーミュラ3選手権（英語版）                | プレマ・レーシング         | 18               | 4                | 1                | 3                | 5                | 119              | 2位              |
| 2023 | F1世界選手権                                     | ウィリアムズ・レーシング   | テストドライバー | テストドライバー | テストドライバー | テストドライバー | テストドライバー | テストドライバー | テストドライバー |
| 2024 | FIA フォーミュラ2選手権（英語版）                | ARTグランプリ              | 22               | 2                | 0                | 1                | 2                | 59               | 16位             |
| 2025 | スーパーフォーミュラ                             | KONDO RACING               |                  |                  |                  |                  |                  |                  |                  |
| 2025 | SUPER GT - GT300                                 | CARGUY MKS Racing          |                  |                  |                  |                  |                  |                  |                  |

- * : 現状の今シーズン順位。

### ジネッタ・ジュニア・チャンピオンシップ
| 年                | チーム                     | 1       | 2       | 3       | 4       | 5       | 6       | 7     | 8       | 9       | 10       | 11      | 12      | 13      | 14      | 15      | 16      | 17      | 18      | 19      | 20    | 21      | 22      | 23      | 24      | 25       | 26         | 27       | DC  | ポイント |
| ----------------- | -------------------------- | ------- | ------- | ------- | ------- | ------- | ------- | ----- | ------- | ------- | -------- | ------- | ------- | ------- | ------- | ------- | ------- | ------- | ------- | ------- | ----- | ------- | ------- | ------- | ------- | -------- | ---------- | -------- | --- | -------- |
| 2019年 （英語版） | ダグラス・モータースポーツ | BHI 1 2 | BHI 2 9 | DON 1 2 | DON 2 8 | DON 3 2 | THR 1 2 | THR 2 | CRO 1 C | CRO 2 8 | OUL 1 11 | OUL 2 7 |         |         |         |         |         |         |         |         |       |         |         |         |         |          |            |          | 2位 | 591      |
| 2019年 （英語版） | R・レーシング              |         |         |         |         |         |         |       |         |         |          |         | SNE 1 4 | SNE 2 4 | SNE 3 1 | SNE 4 1 | THR 1 2 | THR 2 1 | THR 3 2 | KNO 1 3 | KNO 2 | KNO 3 2 | SIL 1 2 | SIL 2 5 | SIL 3 9 | BHGP 1 5 | BHGP 2 Ret | BHGP 3 7 | 2位 | 591      |

- 太字はポールポジション、斜字はファステストラップ。(key)

### F4・イギリス選手権
| 年                | チーム   | 1       | 2       | 3     | 4      | 5          | 6        | 7       | 8       | 9     | 10      | 11      | 12    | 13      | 14       | 15       | 16      | 17      | 18    | 19    | 20    | 21      | 22      | 23      | 24      | 25      | 26       | DC  | ポイント |
| ----------------- | -------- | ------- | ------- | ----- | ------ | ---------- | -------- | ------- | ------- | ----- | ------- | ------- | ----- | ------- | -------- | -------- | ------- | ------- | ----- | ----- | ----- | ------- | ------- | ------- | ------- | ------- | -------- | --- | -------- |
| 2020年 （英語版） | カーリン | DON 1 4 | DON 2 1 | DON 3 | BRGP 1 | BRGP 2 Ret | BRGP 3 1 | OUL 1 2 | OUL 2 9 | OUL 3 | KNO 1 4 | KNO 2 1 | KNO 3 | THR 1 5 | THR 2 10 | THR 3 12 | SIL 1 2 | SIL 2 1 | SIL 3 | CRO 1 | CRO 2 | SNE 1 2 | SNE 2 1 | SNE 3 1 | BRI 1 2 | BRI 2 4 | BRI 3 1‡ | 2位 | 408.5    |

- 太字はポールポジション、斜字はファステストラップ。(key)
- ‡ : ハーフポイント。レース周回数が75%未満で終了したため、得点が半分となる。

### GB3・チャンピオンシップ
| 年                | エントラント | 1       | 2       | 3         | 4       | 5     | 6        | 7     | 8       | 9         | 10      | 11    | 12       | 13       | 14    | 15       | 16       | 17      | 18       | 19    | 20        | 21        | 22    | 23      | 24        | DC  | ポイント |
| ----------------- | ------------ | ------- | ------- | --------- | ------- | ----- | -------- | ----- | ------- | --------- | ------- | ----- | -------- | -------- | ----- | -------- | -------- | ------- | -------- | ----- | --------- | --------- | ----- | ------- | --------- | --- | -------- |
| 2021年 （英語版） | カーリン     | BRH 1 3 | BRH 2 1 | BRH 3 710 | SIL 1 2 | SIL 2 | SIL 3 96 | DON 1 | DON 2 1 | DON 3 Ret | SPA 1 2 | SPA 2 | SPA 3 78 | SNE 1 17 | SNE 2 | SNE 3 23 | SIL 1 15 | SIL 2 4 | SIL 3 15 | OUL 1 | OUL 2 Ret | OUL 3 610 | DON 1 | DON 2 1 | DON 3 813 | 1位 | 535      |

- 太字はポールポジション、斜字はファステストラップ。(key)

### FIA フォーミュラ3選手権
| 年     | エントラント       | 1          | 2          | 3           | 4         | 5          | 6           | 7          | 8         | 9          | 10         | 11         | 12         | 13         | 14         | 15         | 16         | 17          | 18         | DC   | ポイント |
| ------ | ------------------ | ---------- | ---------- | ----------- | --------- | ---------- | ----------- | ---------- | --------- | ---------- | ---------- | ---------- | ---------- | ---------- | ---------- | ---------- | ---------- | ----------- | ---------- | ---- | -------- |
| 2022年 | カーリン           | BHR SPR 6  | BHR FEA 18 | IMO SPR Ret | IMO FEA 6 | CAT SPR 18 | CAT FEA 27† | SIL SPR 14 | SIL FEA 2 | RBR SPR 12 | RBR FEA 17 | HUN SPR 18 | HUN FEA 4  | SPA SPR 20 | SPA FEA 13 | ZAN SPR 3  | ZAN FEA 23 | MNZ SPR Ret | MNZ FEA 11 | 11位 | 54       |
| 2023年 | プレマ・レーシング | BHR SPR 12 | BHR FEA 11 | MEL SPR 1   | MEL FER 5 | MON SPR 13 | MON FER 7   | CAT SPR 1  | CAT FEA 8 | RBR SPR 4  | RBR FEA 1  | SIL SPR 16 | SIL FEA 18 | HUN SPR 22 | HUN FEA 1  | SPA SPR 15 | SPA FEA 12 | MNZ SPR 11  | MNZ FEA 2  | 2位  | 119      |

- 太字はポールポジション、斜字はファステストラップ。(key)
- † : リタイアだが、90%以上の距離を走行したため規定により完走扱い。

### フォーミュラ1
| 年     | エントラント | シャシー | エンジン                              | 1   | 2   | 3   | 4   | 5   | 6   | 7   | 8   | 9   | 10  | 11  | 12  | 13  | 14  | 15  | 16  | 17  | 18  | 19  | 20  | 21  | 22     | WDC | ポイント |
| ------ | ------------ | -------- | ------------------------------------- | --- | --- | --- | --- | --- | --- | --- | --- | --- | --- | --- | --- | --- | --- | --- | --- | --- | --- | --- | --- | --- | ------ | --- | -------- |
| 2023年 | ウィリアムズ | FW45     | メルセデス M14 E Performance 1.6 V6 t | BHR | SAU | AUS | AZE | MIA | MON | ESP | CAN | AUT | GBR | HUN | BEL | NED | ITA | SIN | JPN | QAT | USA | MXC | SÃO | LVG | ABU TD | -   | -        |

- 太字はポールポジション、斜字はファステストラップ。(key)

### FIA フォーミュラ2選手権
| 年     | エントラント  | 1         | 2         | 3           | 4           | 5         | 6           | 7         | 8          | 9          | 10        | 11        | 12         | 13        | 14        | 15          | 16         | 17         | 18         | 19        | 20        | 21          | 22         | 23      | 24      | 25      | 26      | 27      | 28      | DC   | ポイント |
| ------ | ------------- | --------- | --------- | ----------- | ----------- | --------- | ----------- | --------- | ---------- | ---------- | --------- | --------- | ---------- | --------- | --------- | ----------- | ---------- | ---------- | ---------- | --------- | --------- | ----------- | ---------- | ------- | ------- | ------- | ------- | ------- | ------- | ---- | -------- |
| 2024年 | ARTグランプリ | BHR SPR 7 | BHR FEA 4 | JED SPR 16† | JED FEA Ret | MEL SPR 8 | MEL FEA Ret | IMO SPR 9 | IMO FEA 13 | MON SPR 10 | MON FEA 1 | CAT SPR 9 | CAT FEA 15 | RBR SPR 9 | RBR FEA 9 | SIL SPR Ret | SIL FEA 11 | HUN SPR 19 | HUN FEA 14 | SPA SPR 1 | SPA FEA 4 | MNZ SPR Ret | MNZ FEA 13 | BAK SPR | BAK FEA | LUS SPR | LUS FEA | YMC SPR | YMC FEA | 16位 | 59       |

- 太字はポールポジション、斜字はファステストラップ。(key)
- * : 現状の今シーズン順位。

### スーパーフォーミュラ
| 年     | チーム       | シャシー       | エンジン | 1     | 2      | 3      | 4      | 5       | 6   | 7   | 8   | 9   | 10  | 11  | 12  | 順位  | ポイント |
| ------ | ------------ | -------------- | -------- | ----- | ------ | ------ | ------ | ------- | --- | --- | --- | --- | --- | --- | --- | ----- | -------- |
| 2025年 | KONDO RACING | ダラーラ・SF23 | トヨタ   | SUZ 8 | SUZ 22 | MOT 12 | MOT 11 | AUT Ret | FSW | FSW | SUG | FSW | FSW | SUZ | SUZ | 15位* | 3*       |

- 太字はポールポジション、斜字はファステストラップ。(key)
- * : 現状の今シーズン順位。

### SUPER GT
| 年     | チーム            | 使用車両            | クラス | 1      | 2   | 3   | 4   | 5   | 6   | 7   | 8   | 順位 | ポイント |
| ------ | ----------------- | ------------------- | ------ | ------ | --- | --- | --- | --- | --- | --- | --- | ---- | -------- |
| 2025年 | CARGUY MKS Racing | フェラーリ・296 GT3 | GT300  | OKA 17 | FSW | SEP | FSW | SUZ | SUG | AUT | MOT | NC*  | 0*       |